# Christopher Stevens (đại sứ)
John Christopher "Chris" Stevens (18 tháng 4 năm 1960 tại Hoa Kỳ – 11 tháng 9 năm 2012) là một luật sư và nhà chính trị Hoa Kỳ. Ông là đại sứ Hiệp chúng quốc Hoa Kỳ tại Libya từ tháng 6/2013 đến tháng 9 năm 2012.. Ngày 13 Tháng 9/2013, ông bị giết chết trong một vụ tấn công ở Benghazi, Libya vào ngày 11 tháng 9 năm 2012.. Ông sinh ngày 18 tháng 4 năm 1960 ở Grass Valley, California, là con trưởng trong số 3 người con, của Jan S. Stevens – thẩm phán tòa phúc thẩm ở quận Yolo, ủy viên hội đồng thành phố Davis và Phó tổng chưởng lý California, với người vợ đầu tiên của ông là Mary Floris. Ông lớn lên ở Bắc California. Cha mẹ ông ly hôn vào đầu thập niên 1970. Họ đều đi bước nữa và Christopher có một em gái cùng cha khác mẹ; mẹ ông trở thành một nghệ sĩ cello với dàn nhạc giao hưởng Marin từ năm 1976, và bà đã tái hôn với Robert Commanday – một nhà phê bình âm nhạc cho tờ San Francisco Chronicle.